# Завоевание Чукотки
Завоева́ние Чуко́тки — исторический процесс, протекавший с середины XVII по конец XVIII века на территории нынешнего Чукотского автономного округа (бывшая «Чукотская Землица»).

## Продвижение русских на северо-восток
При дальнейшем продвижении русских казачьих отрядов степень сопротивления и ожесточённости аборигенов повышалась с запада на восток обратно пропорционально уровню их социально-экономического развития. По мнению А. С. Зуева, наиболее бескомпромиссную борьбу с русскими вели самые «дикие» племена — чукчи. Коряков и ительменов, в конечном счёте, удалось объясачить и привести в покорность, но чукчей подчинить так и не удалось. Первые встречи с чукчами ознаменовались вооружёнными столкновениями и в последующем отношения с ними были исключительно враждебными. Они не только отказывались идти в российское подданство и платить ясак, но и вели против русских активные боевые действия. К началу XVIII века численность чукчей составляла 8—9 тысяч человек. Занимаясь охотой, оленеводством и морским промыслом, чукчи не вышли ещё из каменного века. Деревянные, каменные и костяные орудия только в XVIII веке у них стали заменяться железными, добытыми торговлей или грабежом у соседей-инородцев и у русских. Архаизм хозяйства дополнялся неразвитостью общественных отношений.

### Открытие Колымы и первые контакты с чукчами
Первый исторический контакт между русскими землепроходцами и чукчами состоялся в 1642 году на реке Алазее, к которой вышли казаки атамана Ивана Родионовича Ерастова. До XIX века чукчи фактически сохраняли независимость от царской администрации Ранние сведения о контактах с чукчами тесно связаны с открытием русскими землепроходцами реки Колымы. Среди исследователей нет единого мнения по поводу того, кто из казаков и в каком году открыл Колыму. Маныкин-Невструев утверждал, что Колыма была открыта ещё в 1638 году. Майдель приписывал открытие Колымы экспедиции И. Р. Ерастова. Первые достоверные и подробные сведения о народе чукчах получил исследователь Северо-Восточной Сибири Михаил Васильевич Стадухин, который вместе со своим отрядом казаков в 1644 году вышел к Колыме и основал на ней Нижне-Колымское зимовье. Пробыв со своей экспедицией на Колыме два года, в 1646 году Михаил Стадухин возвратился в Якутск, привезя с собой большое количество добытой пушнины, а также ценнейшие сведения по географии земель вдоль течения Колымы. Кроме того, он рассказал о быте, нравах, обычаях и социальном устройстве народа чукчей, встреченного им во время экспедиции. Именно в этом докладе М. В. Стадухина впервые упоминается название «чухчи (чюхчи)».

### Подчинение юкагиров
Освоение русскими землепроходцами земель, лежащих вдоль течения реки Колымы началось в 1640-е годы. Летом 1643 года экспедиция под руководством Михаила Васильевича Стадухина и Дмитрия Зыряна достигла морем устья Колымы и вошла в нижнее течение реки. 15 июля 1643 года в низовьях Колымы экспедиция Стадухина подверглась нападению местного враждебно настроенного населения. В продолжение трёх дней Стадухин и его люди плыли вверх по течению реки на кочах, пытаясь уйти от погони. После того, как на третий день от преследователей удалось оторваться, группа Стадухина продолжила маршрут вверх по Колыме в её среднее течение. 25 июля экспедиция вышла к поселению юкагирского племени омоков, где остановилась и основала небольшой острог, впоследствии получивший название Среднеколымского острога. Среднеколымский острог явился первым русским поселением на Колыме.
Основавшие Среднеколымский острог служилые люди начали предпринимать попытки наладить сбор ясака с омоков, издревле проживавшего в землях, лежащих вокруг среднего течения Колымы и низовьев реки Омолон. Сначала омоки оказали сопротивление обложению ясаком и установлению в их земле власти царя Михаила Фёдоровича. Чтобы сломить это сопротивление, Михаилу Стадухину и Дмитрию Зыряну пришлось предпринять поход на омоков. В бою, произошедшем между отрядом Михаила Стадухина и племенным ополчением омоков, Семён Дежнёв в личном поединке убил брата одного из самых влиятельных старейшин омоков по имени Алай. Дежнёв получил серьёзное ранение левой руки. В ходе боя казаки сумели взять в плен Алаева сына Кениту и одного из трёх старейшин омоков Каляну, которые впоследствии жили в качестве аманатов в Среднеколымском остроге. В результате своего поражения омоки пошли на заключение мирного соглашения и обязались исправно вносить ясак. Таким образом русским удалось покорить омоков и установить с ними мирные отношения.
Исключительно выгодное географическое расположение Среднеколымского острога обеспечило прямой доступ к верхнему и нижнему течениям Колымы, обусловив тем самым регулярный сбор ясака со всех приколымских юкагиров. Относительно близкое расположение верховьев реки Алазеи также позволило собирать ясак с алазейских юкагиров, поддерживающих связи с русским населением на реке Индигирке и со Среднеколымским острогом, который с течением времени приобрёл значение административного и торгового центра всего Колымского региона. В нём находился весь собранный ясак и добытая соболиная казна, из него совершались экспедиции вглубь материка к поселениям и кочевьям различных юкагирских племён. В последующие годы были основаны Нижнеколымское и Верхнеколымское зимовья, наиболее важным из которых стало Нижнеколымское, которое, в связи с традицией использования собачьих упряжек, получило прозвище «Собачий острог».

### Экспедиция Семёна Дежнёва
После первой встречи русских с чукчами начался длительный конфликт аборигенного населения с пришельцами. На требование енисейского казака Дмитрия Зыряна (Ярило) платить ясак чукчи ответили отказом. Произошло открытое столкновение, в котором участвовал и Семён Дежнёв. Попытки заставить чукчей платить ясак были неоднократны. Но колымские приказчики вскоре убедились, что ясачного соболя с чукчей не получить и поэтому предлагалось платить натуральный налог моржовыми клыками, шкурами и салом. Но всё-таки ясачных чукчей было мало и ясак они платили непостоянно.
Участник боя казак Иван Ерастов в челобитной царю Михаилу Фёдоровичу описывал ход экспедиции и последовавшего боя следующим образом: «И дашед, государь, мы, холопи твои, до Алазейской реки, и встретили нас, холопей твоих, в Алазейской реке многие алазейские люди князец Невгоча и Мундита. А с ними, государь, были с тундры чюхчи мужики з своими роды и с улусными людьми. И мы, холопи твои, сказали им про твое царское величество и жаловальное твое слово, чтоб оне, алазейские мужики, были послушны и покорны… И учали у них просить твоего, государева, ясаку на 151-й год. И те, государь, иноземцы, алазейские юкагири и чюхчи, в твоем государеве ясаке отказали и по обе стороны Алазейские реки обошли, и учали нас, холопей твоих, оне, алазеи, с обеих сторон стрелять. И мы дрались с ними съемным боем целой день до вечера».
В 1649 году атаман Семён Дежнёв в верхнем течении Анадыря на стыке расселения чукчей с юкагирами основал зимовье, на месте которого в 1652 году был построен Анадырский острог. В течение трёх лет Дежнёв не уходил далеко от острога. Он занимался обложением ясаком немногочисленных анаулов и частично юкагиров. В 1659 году Дежнёв передал Анадырский острог Курбату Иванову. Собранные Семёном Дежнёвым за 10 лет ясак и десятинная пошлина были незначительны.

## Военные экспедиции русских войск первой половины XVIII века

### Поход Алексея Чудинова
В ответ на обращение в 1701 году ясачных юкагиров Ходынского роду «Некраско с родниками» о защите их от чукотских набегов анадырский приказчик сын боярский Григорий Чернышевский отправил из Анадырска в поход против чукчей Алексея Чудинова во главе отряда из 24 служилых, анадырских жителей и промышленных, 110 ясачных юкагиров и коряков. Отряд Чудинова выступил из Анадырска в апреле 1702 года. Дойдя до «Анадырьского моря» (возможно, Анадырьского залива), казаки увидели поселение «пеших» (скорее всего, оседлых, чукчей). Казаки потребовали от них уплатить ясак и, после того, как чукчи отказались, атаковали их и уничтожили поселение. Казаки разорили 13 «юрт» и убили 10 мужчин, а их жён и детей взяли в плен. Некоторому количеству мужчин удалось спастись бегством и они известили другие стойбища. Узнав о случившемся, чукчи собрали большие силы и сами атаковали врага. Вскоре отряд Чудинова столкнулся с отрядом в 300 чукчей. В произошедшем сражении русские силы одержали над ними победу, убив 200 из них. На следующий день отряд Чудинова был окружён огромными силами чукчей. По свидетельствам некоторых участников похода (возможно, преувеличенным), их было 3000. Произошло тяжёлое сражение, которое длилось целый день. Русские убили многих чукчей. Русские и юкагиры, по одной версии, потеряли 70 человек ранеными, по другой — раненых было всего 10. Осада русского лагеря продолжалась 5 дней. В конце концов осаждённые поняли, что находятся в крайне невыгодном положении, и прорвались в Анадырск. Всего поход продолжался 8 недель (с апреля по июнь 1702 года).

### «Анадырская партия»
В конце 1720-х годах в районе Охотского побережья, Камчатки и Чукотки начала разворачивать свою деятельность русская военная экспедиция «Анадырская партия». Возглавляли её капитан Тобольского драгунского полка Дмитрий Павлуцкий и казачий голова якутского гарнизона Афанасий Шестаков. Для нужд экспедиции было выделено 400 служилых людей, несколько моряков и кораблестроителей, а также вооружение, в том числе артиллерия, боеприпасы, строительные и морские инструменты. Главной задачей экспедиции являлось подчинение русской власти народов, населявших крайний северо-восток Сибири: «Изменников иноземцов и вновь сысканных и впредь которые сысканы будут, а живут ни под чьею властию, тех к российскому владению в подданство призывать». При этом указами Сената и Верховного тайного совета в первую очередь рекомендовалось «иноземцев примирить на Пенжине реке или в другом месте». Опорной базой «Анадырской партии» стал Анадырский острог.
Согласно правительственным указам экспедиция должна была начать свою деятельность с подчинения коряков, обитавших по охотскому и берингоморскому побережью, построить и возобновить в этих районах русские остроги (на реках Пенжине и Алюторе), после чего заняться подчинением других народов. Такими ближайшими ещё не покорёнными народами были чукчи, чьи стойбища начинались к северу от коряцкой земли за рекой Анадырь. Одновременно морская часть экспедиции должна была провести разведку островов к востоку от берегов Сибири и, по возможности, привести их население в российское подданство. Однако из-за нечёткого распределения полномочий в указах и инструкциях и из-за амбиций, между Павлуцким и Шестаковым возникли разногласия, которые усугубились до такой степени, что, прибыв 29 июня 1728 года в Якутск, они окончательно порвали всякие отношения и стали действовать независимо друг от друга. В результате, вместо того чтобы сконцентрировать все силы на направлении главного удара — «коряцкой землице», экспедиция разделилась.
В 1729 году, разделив свои силы на два отряда (каждый был пополнен якутами и коряками), Шестаков и Павлуцкий начали покорять Чукотку, вопреки тому, что Сенат постановлял аборигенов «уговаривать в подданство добровольно и ласкою». Тобольский губернатор А. Л. Плещеев 1 сентября 1731 года тоже дал особое указание Павлуцкому. «… о призыве в подданство немирных иноземцов чинить по данной инструкции, а войною на них не ходить». Однако Шестаков и Павлуцкий не всегда ограничивались переговорами. Павлуцкий писал о походе 1731 года: «И 9 маия дошед до первой сидячих около того моря чюкоч юрты, в коей бывших чюкоч побили… Усмотрели от того места в недальнем разстоянии… сидячих одна юрта и бывших в ней чюкоч побили… И дошед до их чюкоцкого острожку… и в том остроге было юрт до осьми, кои разорили и сожгли». Анадырские казаки подтверждали крайне агрессивные и жестокие действия Павлуцкого, который фактически повёл войну на истребление: «Чукоч, не призывая в подданство, побил до смерти». Эти покорители Сибири подрывали доверие коренного народа своей вероломностью, так сотник Василий Шипицын позвал на переговоры 12 чукотских старейшин и всех убил. Походы на Чукотку в 1730—1740-х годах носили чисто карательный характер, а Павлуцкий, вопреки всем указаниям, действовал исключительно с помощью подавления и устрашения. После таких действий доверие чукчей к русским было подорвано на долгие годы.
12 марта 1731 года из Анадырской крепости в северном направлении выступил отряд из 435 человек под командованием капитана Дмитрия Павлуцкого. 9 апреля отряд атаковал чукотское стойбище, убив 30 мужчин, которые успели перед этим заколоть своих женщин и детей, и захватили 2000 оленей. 23 мая на берегу Ключинского залива отряд Павлуцкого нанёс поражение чукотскому войску (более 1000 человек) во главе с тойоном Наихню. Потери чукчей составили: около 700 убитых, 150 пленных (чукотские женщины закололи своих детей), захвачено 4000 оленей; потери русских и их союзников: семь убитых, 70 раненых).
29 июня в горах центральной Чукотки отряд Павлуцкого безуспешно был атакован чукотским отрядом (1000 человек) во главе с тойонами Наихню и Хыпаю (потери чукчей: около 500 убитых, 10 пленных; потери русских: 20 раненых). 14 июля у горы Сердце-Камень произошёл бой отряда капитана Павлуцкого с чукотско-эскимосским отрядом (500 человек), в результате которого было убито 200 чукчей и эскимосов. Русские потеряли одного человека убитым. 21 октября отряд вернулся в Анадырскую крепость. За время похода было уничтожено 1452 чукотских воина, то есть около половины всего мужского населения у чукчей (по другим данным несколько сотен убитых чукчей), взято в плен 160 человек и захвачено 40 630 оленей.
Жестокость царских войск упоминалась в трудах первых российских исследователей чукотской культуры начала XX века и на первых этнографических выставках, организованных Советской властью. Так, в путеводителе к выставке «Чукотское общество», проходившей в 1934 году в Ленинграде, составленном известным этнографом В. Г. Богораз-Таном, описывались расправы над коренными народами: «И приказчик Алексей Чудинов велел к тем юртам приступить и на том приступе в тех юртах мужеска пола человек с 10 убили, а жён их и детей в полон взяли и многие полонённые у них сами давились и друг друга кололи до смерти…». Организаторы выставки писали, что в результате этой войны: «Целые народности были в буквальном смысле слова стерты с лица земли».
Гибель А. Ф. Шестакова, Д. И. Павлуцкого и их отрядов
Чукчи, несмотря на то, что могли противопоставить мушкетам и саблям лишь стрелы и копья с костяными наконечниками, оказали русским отрядам ожесточённое сопротивление. В марте 1730 года они напали на отряд Шестакова и разгромили в сражении при Егаче, убив самого казачьего голову. Отряду Павлуцкого чукчи дали три крупных сражения, но сами понесли в них серьёзные потери. Это были действительно крупные, по дальневосточным меркам, столкновения, в которых с обеих сторон участвовало порой свыше тысячи вооруженных людей.
Казачий сотник Шипицын, исполнявший с 1732 года обязанности командира Анадырского острога, вероломством добился сомнительного успеха в борьбе с воинственными аборигенами. Летом 1740 года он с отрядом в 80 казаков совершил поход вниз по Анадырю с целью сбора ясака с «речных» чукчей. В урочище Чекаево русский отряд столкнулся с крупными силами чукчей. Не желая вступить с ними в открытый бой, Шипицын заманил в свой лагерь под предлогом мирных переговоров 12 чукотских тойонов и приказал перебить их. После такого вероломства казаки атаковали чукчей, которые, увидев гибель своих старейшин, в панике разбежались. Эта «военная хитрость» Шипицына надолго подорвала веру чукчей в мирные намерения русских.
После ряда поражений, чукчи наконец отказались от открытых нападений на русские отряды, перейдя к партизанской тактике и продолжая нападать на принявших российское подданство коряков и юкагиров, а при удобном случае нападая и на мелкие отряды русских. Узнав о об этом, Сенат в 1742 году издал указ: «на оных немирных чюкч военною оружейною рукою наступить, искоренить вовсе». Сдавшихся же предписывалось «из их жилищ вывесть и впредь для безопасности распределить в Якуцком ведомстве по разным острогам и местам». В 1744—1746 годах Павлуцкий, произведённый в майоры, с командой в 400—650 солдат, казаков и ясачных юкагиров и коряков совершил три похода на Чукотский полуостров.
14 марта 1747 года в сражении при реке Орловой близ Анадыря чукчи вновь напали на отряд Павлуцкого. С русской стороны в сражении погибли сам Павлуцкий, 40 казаков и 11 коряков. К тому же чукчам удалось захватить оленей анадырского гарнизона, оружие, боеприпасы и снаряжение отряда Павлуцкого, в том числе одну пушку и знамя. Сенат и Сибирский приказ спешно приняли решение о переброске в Анадырь дополнительных войск.
После гибели отрядов казачьего головы Шестакова в 1730 году и майора Павлуцкого в 1747 году, русское правительство оставило чукчей в покое и отступило на тысячу вёрст к западу.

## Политика русских властей во второй половине XVIII века
Столкновения чукчей с российскими экспедициями продолжались долгие годы. Российские власти разослали указания, в одном из документов прямо говорилось: «Немедленно внушить всему русскому населению Нижне-Колымской части, чтобы они отнюдь ничем не раздражали чукоч, под страхом, в противном случае, ответственности по суду военному». Лишь в 1768 году, когда чукчи подошли к Гижигинску они были атакованы русскими войсками и разбиты.
В начале 1763 года в Анадырь прибыл новый комендант подполковник Фридрих Плениснер. Ознакомившись с состоянием дел, он предложил сибирскому губернатору Фёдору Соймонову вообще ликвидировать Анадырскую партию. Во-первых, на её содержание за время существования было израсходовано 1 381 007 руб. 49 коп., что по тем временам являлось колоссальной суммой, тогда как от ясачного и других сборов получено всего 29 152 руб. 54 коп. Во-вторых, чукчи в подданство не приведены, а нападения чукчей на коряков и юкагиров не прекратились.
Сенат согласился с закрытием Анадырской партии, признав, что она «бесполезна и народу тягостна». В 1765 году из Анадыря начался вывод войск и гражданского населения, а в 1771 году были разрушены крепостные укрепления. Форпост русской власти на северо-востоке Сибири, просуществовавший с 1660 по 1770 годы, перестал существовать. Это позволило чукчам проникнуть на Анадырь, выгнав коряков на Гижигу, а юкагиров — на Колыму. Закрытие Анадырской экспедиции и вывод войск из Анадыря ознаменовалось окончательным поворотом в русской аборигенной политике от силовых методов к мирным. Начиная с 1760-х годов русско-аборигенное вооружённое противостояние в регионе сменяется мирным взаимодействием. С этого времени не было отмечено ни одного случая военного столкновения русских с коряками, которые окончательно признали себя ясачными и российскими подданными. С чукчами отношения также выстраивались по мирному пути. Отдельные группы чукчей стали сами проявлять инициативу в установлении контактов с русскими с целью торгового обмена.
Появление у берегов Чукотки английских и французских экспедиций заставило власти Российской империи снова задуматься о безопасности этого края. В 1776 году Екатерина II указала приложить все усилия для принятия чукчей в подданство. Действуя уговорами и подкупом, русские власти добились значительно большего, чем смогли, используя грубую военную силу.

## Принятие чукчей в российское подданство (1778)
В марте 1778 года стараниями коменданта Гижигинской крепости капитана Тимофея Шмалева и сибирского дворянина, крещёного чукчи Николая Дауркина с «главным» тойоном Омулятом Хергынтовым был заключён договор о принятии чукчами русского подданства. В 1779 году Екатерина II объявила чукчей подданными Российской империи. Для формального закрепления Чукотки за Россией по указу императрицы Екатерины II на побережье в разных местах были установлены российские гербы.
Чукчам даровались широкие права, так по указу Екатерины чукчи освобождались от ясака на 10 лет и сохраняли полную независимость во внутренних делах. Привилегированное положение чукчи сохраняли и позже. По «Уставу об управлении инородцев» 1822 года, чукчи жили по своим законам и судились собственным судом, а ясак — шкурка лисицы с лука (то есть с мужчины) — платился по желанию. В 1885 году капитан Александр Ресин, присланный с инспекцией, так описал: «В сущности же весь крайний северо-восток не знает над собой никакой власти и управляется сам собой».
На протяжении XVIII века правительственная политика по отношению аборигенов крайнего северо-востока Сибири — чукчей, эскимосов и коряков — не оставалась постоянной и дважды претерпела принципиальные изменения. До начала 1740-х годов она характеризовалась приверженностью двух методов приведения в подданство и ясачный платеж — «ласку» и «жесточь», отдавая приоритет в формальных декларациях мирным уговорам, а на практике — силовому принуждению. В 1740—1742 годах власть отказалась от попыток мирными средствами решить «чукотскую» и «корякскую» проблемы и сделала ставку на войну. Более того, принципиальным новшеством в русской аборигенной политике в Сибири стало стремление к поголовному уничтожению всех чукчей и коряков, не желающих «добровольно» принять русское подданство и оказывающих этому вооружённое сопротивление. Данная установка на безжалостное искоренение была исключением на фоне проводимой в то время патерналистско-охранительной государственной политики в отношении сибирских аборигенов. Во второй половине 1750-х — первой половине 1760-х годов правительство кардинально изменило стратегические и тактические подходы к урегулированию ситуации на северо-восточной окраине империи. Оно полностью отказывается от применения военной силы, которая выполнила свою задачу в отношении коряков, но оказалась совершенно неэффективной в отношении чукчей. Оно пытается опробовать новый сценарий взаимодействия с непокорными чукчами: мир любой ценой. В результате начавшиеся в середине 1750-х годах переговоры русских властей с главами отдельных чукотских стойбищ закончились в конце 1770-х годах официальным принятием чукчей в состав подданных Российской империи. Однако до реального подчинения обитателей Чукотского полуострова было ещё далеко. Даже в середине XIX века правительство признавало, что чукчи относятся к народам «не вполне покорённым», а в конце того же века известный этнограф В. Г. Богораз, проведший несколько лет на Чукотке, замечал, что они находятся вне всякой сферы русского влияния.

## Образ русских в чукотских преданиях
В чукотских преданиях образ русских тех лет сложился следующий: «Одежда вся железная, усы как у моржей, глаза круглые железные, копья длиной по локтю и ведут себя драчливо — вызывают на бой». Главным злодеем чукотского фольклора стал майор Павлуцкий, получивший прозвище «Якунин», происхождение которого неизвестно. Ужас наводила жестокость, воспринимавшаяся местными жителями как абсолютно немотивированная: «Якунин (Павлуцкий), злой враг с огнивным луком (кремнёвым ружьём), мужчин и женщин жестоко губил, разрубал топором. Двадцать возов шапок убитых отправил к царю. „Больше их нет, всех истребили“», похвастал царю, «Много стад заграбили. Наши нежданно напали, победили, всех перерезали, только начальника живым взяли мучить…». Но благодаря воинской силе, русские заслужили у чукчей определённое уважение. Чукчи относились ко всем своим соседям крайне высокомерно и ни один народ в их фольклоре, за исключением русских и их самих, не назван собственно людьми.

## Основные точки зрения в историографии о характере процесса включения Чукотки в состав России всибирскомконтексте
Оценки историков о целях, характере и последствиях включения Сибири в состав России менялись в зависимости от времени, использованных источников, идеологических установок, доминирующих в соответствующий период развития государства.

### В дореволюционный период
У историков дореволюционного периода процесс вхождения Сибири в состав России трактовался как завоевание. Тезис «завоевание» был выдвинут русско-немецким историографом XVIII века Г. Ф. Миллером, который отождествлял присоединение Сибири с завоеванием Сибирского ханства. При дальнейшем продвижении русских на восток слово «Сибирь» закрепилось за всей территорией вплоть до тихоокеанского побережья. Российский историк И. Э. Фишер, употребляя термин «завоевание», отмечал, что казаки, находясь в сложных природных условиях, малыми силами небольших отрядов смогли покорить такие народы как калмыки, монголы, маньчжуры, китайцы. Затем возобладал термин «вхождения» сибирских земель вследствие военной экспансии и насильственного подчинения аборигенных народов. Данная точка зрения была закреплена Н. М. Карамзиным в труде «История государства Российского». Концепцию «Сибирского взятия» поддерживали исследователи XIX века П. И. Небольсин и П. А. Словцов, уделяя основное внимание рассмотрению военных действий русских против коренных народов. Сторонниками военного характера присоединения были также областник Н. М. Ядринцев и исследователь Сибири П. Н. Буцинский. По их мнению между первыми русскими переселенцами и сибирскими инородцами устанавливались тесные связи и даже «полнейшее общение между завоевателями и покорёнными».

### В советской историографии
В ранней советской историографии продолжала развиваться концепция военного вхождения, что объясняется стремлением историков показать деспотизм царского правительства и колониальную политику самодержавия, угнетавшего народы окраин. В. И. Огородников писал, что царское правительство колонизировало Сибирь для извлечения прибыли, расхищая природные богатства. С. Б. Окунь утверждал, что коренные народы интересовали власть только лишь как поставщики пушнины, а не обладавшие пушными богатствами — чукчи и коряки подлежали уничтожению. С. В. Бахрушин, введя в научный оборот понятие «русской колонизации» называл продвижение за Урал завоеванием. В своей концепции колонизации он выделил два пути: в одном случае шёл неконтролируемый процесс «вольной народной колонизации», в другом — царское правительство на захваченных территориях поселяло добровольцев, переселяло принудительно из европейской части России с целью сбора налогов и обороны. В 1960-х — 1970-х годах — в период идеологических установок на интернационализм и дружбу народов, в работах историков стали упоминаться мирное продвижение русских и освоение Сибири. Выявление новых материалов позволило установить наряду с военными экспедициями и дислокацией в Сибири военных отрядов наличие фактов мирного продвижения и мирного освоения целых сибирских районов, что дало возможность выдвинуть термин «присоединение». Шунков В. И. признал оправданным господство использования термина «присоединение» в советской историографии, так как он включает в себя различные явления — завоевание, мирное присоединение, добровольное вхождение. При этом В. Шунков подчёркивал, что «отрицать наличие в этом процессе элементов прямого завоевания, сопровождавшегося грубым насилием, значит игнорировать факты». Термин «присоединение» благодаря своей «всеохватности» устроил подавляющее большинство сибиреведов. А. Д. Агеевым была выдвинута своеобразная концепция включения сибирских земель в состав России. По его мнению не следует использовать понятия «завоевание», «покорение» или «присоединение», а что Сибирь вошла в Россию а соответствии с политикой собирания земель и строительства многонационального государства. По мнению Д. Романова, А. Агеев не достаточно аргументировал свою точку зрения. В 1970-е годы в литературе стали распространяться формулировки о «преимущественно мирном» и даже «добровольном» характере вхождения в состав Российского государства. Однако концепция «мирного (добровольного)» вхождения у большинства историков поддержки не получила и более того — в те же годы подвергалась критике. Факты добровольного вхождения установлены лишь по отношению к отдельным народностям; кеты, томские татары, забайкальские буряты, кодские ханты, алтайцы и другие этнические группы, переход которых в российское подданство на добровольной основе подтверждён документальными источниками.

### В постсоветский период
У концепции «завоевания» и в настоящее время немало сторонников. Это археолог, историк И. Л. Измайлов, археолог-востоковед Л. Р. Кызласов, историк, этнограф В. А. Тураев, бурятские исследователи В. и Д. Цыбикдоржиевы, венгерский историк Шандор Сили и др. Включение северо-восточных земель Сибири (Чукотки и Камчатки) в состав России А. С. Зуев считает насильственным захватом и называет «русско-аборигенными войнами». По его мнению покорение этой самой дальней сибирской территории закончилось только в XVIII веке. А. С. Зуев в своих работах уделяет основное внимание военно-политическим событиям на северо-востоке Сибири в XVII—XVIII веках, трактуя их как «колониальную войну» со стороны России и «национально-освободительную войну» со стороны аборигенных народов чукчей, коряков, ительменов. Но историками убедительно доказано, что Сибирь не стала колонией в полном, социально-политическом значении слова. Слово «присоединение» неизменно присутствует в названиях последних работ А. С. Зуева, включая капитальную монографию о вхождении Чукотки в состав России («Присоединение Чукотки к России (вторая половина XVII—XVIII век»). Попытка подчинить чукчей военной силой провалилась, и территория их обитания, как это следует и из работы А. С. Зуева, была постепенно присоединена мирным путём — заключение договора в 1778 году о принятии чукчами русского подданства. В этой работе о Чукотке он пишет, что под присоединением подразумевает «как процесс, так и результат включения „чужой“ территории и её населения в состав какого-либо государства». В целом «концепция завоевания» Сибири не разделяется большинством историков. Это констатирует исследователь новейшей сибирской историографии В. Н. Чернавская. А. Зуев в своей работе «Отечественная историография присоединения Сибири к России» также указывает, что «Концепция завоевания, однако, не получила сколько-нибудь существенной открытой поддержки в исторической литературе. Тем не менее, в течение последних 15 лет появились работы, которые признают военное, силовое подчинение сибирских аборигенов весьма значимым фактором присоединения». Туркменский академик Мурад Аннанепесов так выразился по этому поводу: «Думается, что термин присоединение имеет широкий смысл и под него можно подогнать добровольное и насильственное, мирное и немирное присоединение народов. Ничего страшного в этом я не вижу, и нет оснований отказываться от такого действительно универсального термина».